# Súzdal
Súzdal (en ruso: Суздаль) es una ciudad de la óblast de Vladímir en Rusia. Se localiza a orillas del  río Kámenka.
La ciudad forma parte del lugar Patrimonio de la Humanidad «Monumentos Blancos de Vladímir y Súzdal», declarado así por la UNESCO en el año 1992.

## Historia

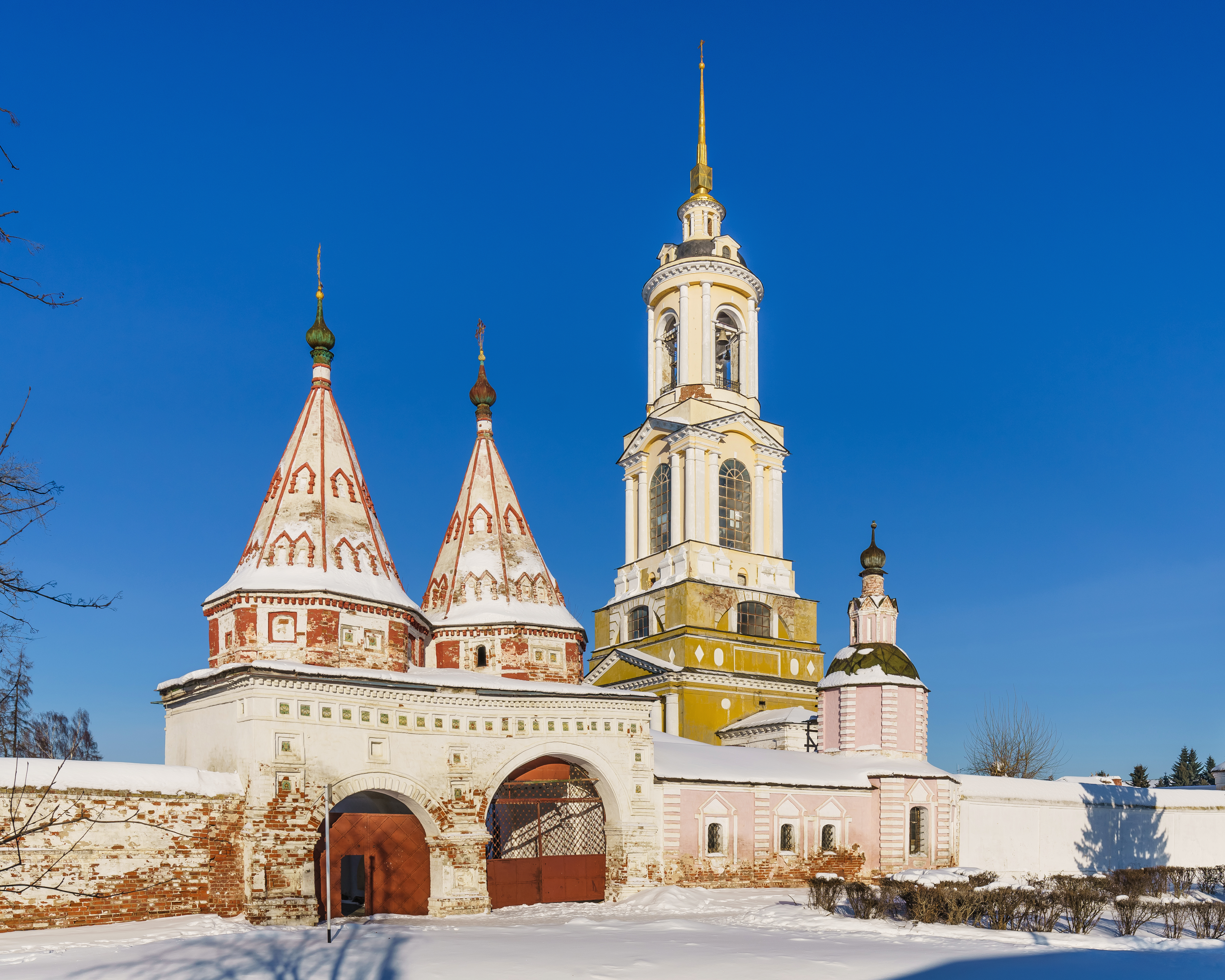
Convento de la Deposición del Manto de la Virgen.

La ciudad de Súzdal es mencionada por primera vez en las crónicas en el año 1024 con el nombre de Súzhdal (Суждаль). Ya a comienzos del siglo XII, bajo el reinado de Yuri Dolgoruki (Юрий Долгорукий), a su vez fundador de Moscú, pasa a ser el centro del Principado de Rostov-Súzdal.
En 1157 Andréi Bogoliubski trasladó la capital a Vladímir y el principado pasó a denominarse Principado de Vladímir-Súzdal. A partir de mediados del siglo XIII la ciudad es la capital de su propio Principado de Súzdal.
A comienzos del siglo XIV la ciudad es por algunas décadas la capital del Principado de Nizni Nóvgorod-Súzdal, hasta que en 1392 pasa definitivamente a formar parte del Gran Principado de Moscú.
Súzdal pertenece al grupo de ciudades históricas rusas conocido como Anillo de Oro.

## Patrimonio

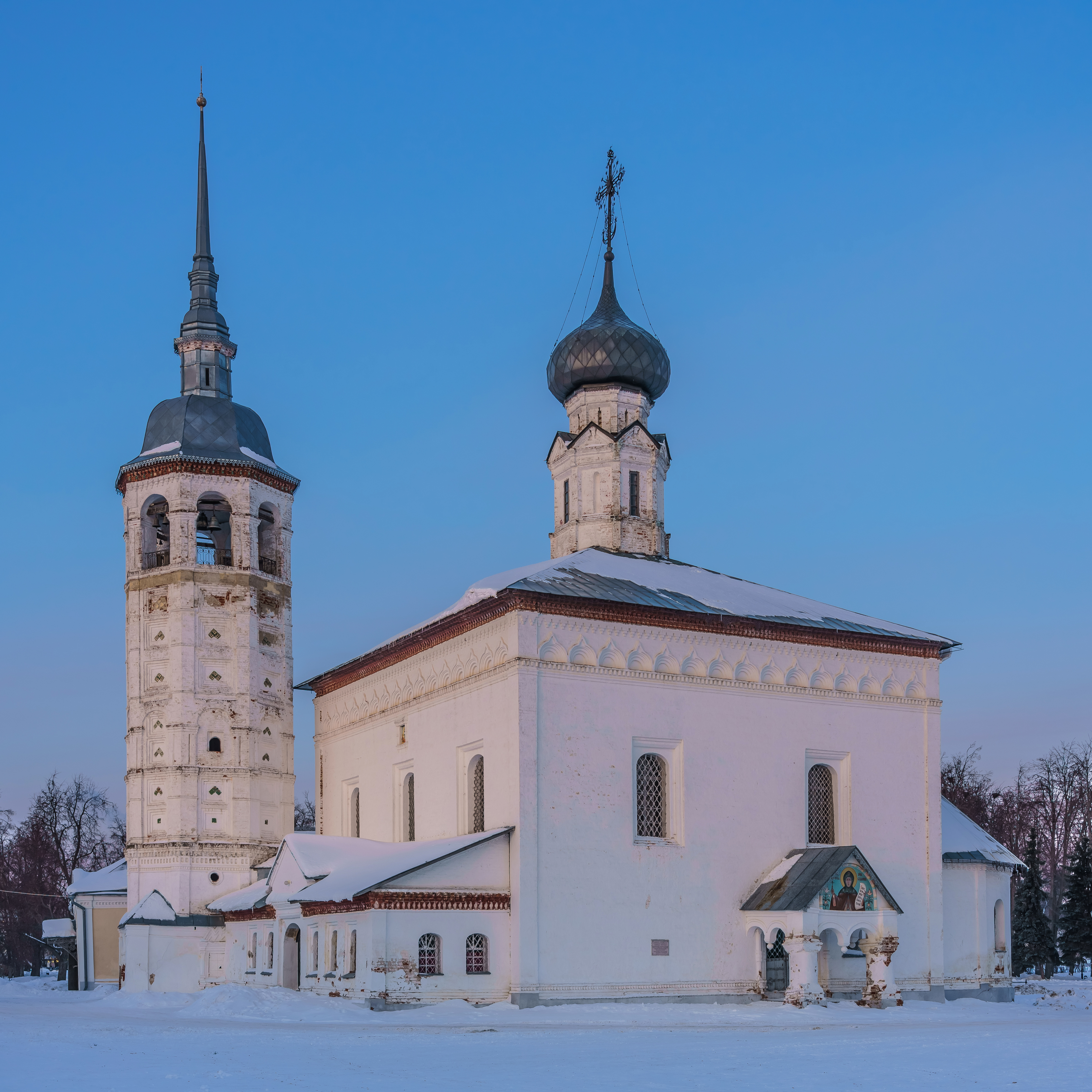
Iglesia de la Resurrección.

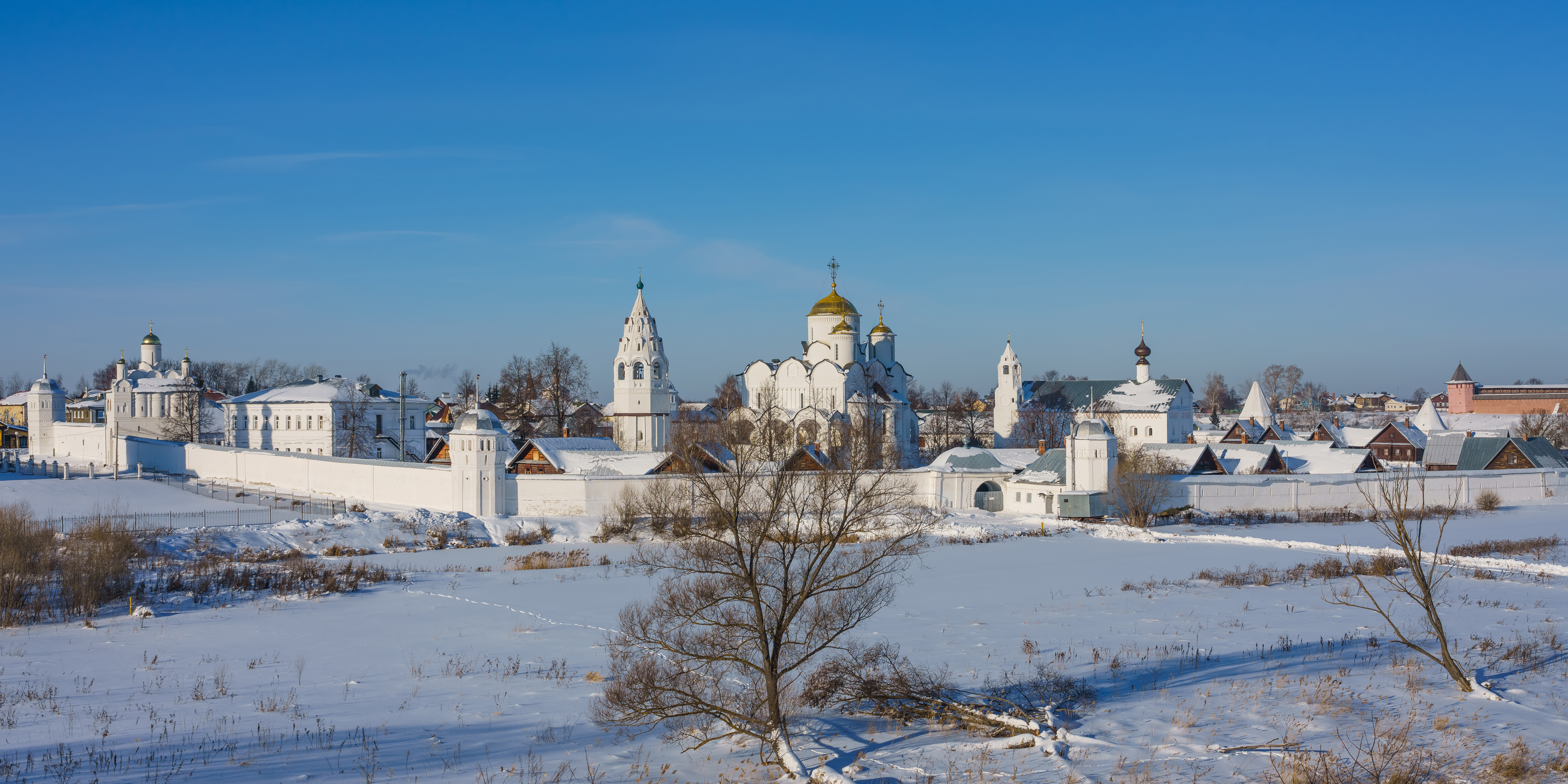
Convento de la Intercesión.

Tras pasar por épocas en que su importancia declinó, la ciudad se afirmó como un centro religioso de primer orden, contando con numerosos monasterios y con un elevado número de iglesias en relación con sus habitantes (llegó a contar con cuarenta iglesias para cuatrocientas familias).
Hoy en día la ciudad es un importantísimo centro turístico con gran número de ejemplos de antigua arquitectura rusa, la mayoría iglesias y monasterios, dando la impresión cuando se pasea por sus calles de que uno de cada tres edificios es una iglesia.
El Kremlin de Súzdal, la Catedral de la Natividad de Nuestra Señora con sus cinco cúpulas azules, y el Monasterio del Salvador y San Eutimio han sido consideradas por la Unesco como Patrimonio de la Humanidad.
En Súzdal cabe destacar tres monasterios principales:
En el centro de la ciudad el Monasterio de la Deposición del Manto.
Al norte de la ciudad, ya fuera de la ciudad antigua, a orillas del río Kámenka, está situado el Monasterio del Salvador y San Eutimio y el convento de monjas de María Protectora, que siguen utilizándose como tales hoy en día. Según la leyenda, están conectados por un pasadizo subterráneo.

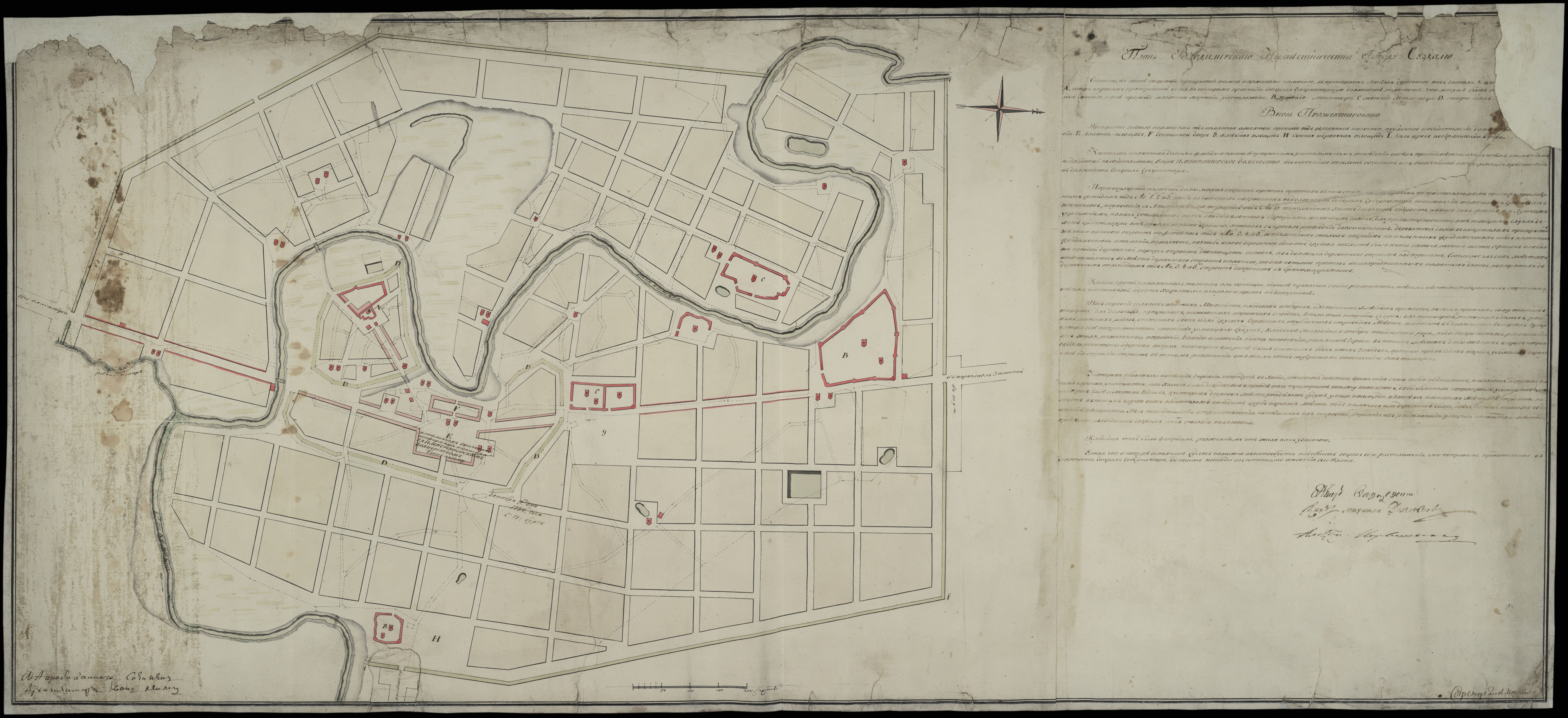
Plano de Suzdal, 1788

El Monasterio del Salvador y San Eutimio data de 1352 y alberga numerosos edificios religiosos de los siglos XVI y XVII, una colección de antiguos libros rusos y el túmulo del príncipe Dmitri Pozharski, héroe del levantamiento ruso de 1612 contra la dominación polaca. El monasterio sirvió además desde 1764 hasta los años 1950 como cárcel para disidentes religiosos y políticos. Durante la Segunda Guerra Mundial sirvió como campo de internamiento del Ejército Rojo y formó por ello parte del sistema Gulag.
El Convento de María Protectora fue fundado en 1364 y su parte principal data también de los siglos XVI y XVII. Fue un conocido lugar de exilio para damas de clase alta. Las esposas de los zares Iván III el Grande, Basilio III y Pedro I el Grande fueron encerradas aquí.
Igualmente son de gran interés el museo de iconos, las casas y las iglesias restauradas de madera, y los molinos en el museo al aire libre.
La película Andréi Rubliov de Andréi Tarkovski, en parte, fue filmada en Súzdal.